# Sauguis-Saint-Étienne
Sauguis-Saint-Étienne è un comune francese di 175 abitanti situato nel dipartimento dei Pirenei Atlantici nella regione della Nuova Aquitania.

## Società

### Evoluzione demografica
Abitanti censiti